# Enhanced Xip set
 Enhanced Xip set  ( ECS , Chipset Millorat) és el nom utilitzat per a la versió ampliada del chipset original del Commodore Amiga (OCS). Es va llançar a 1990 amb l'Amiga 3000. Els ordinadors Amiga venuts en aquest any presentaven una barreja de xips OCS i ECS, i fins i tot un Enhanced Chipset complet. El 1991 s'introdueix oficialment en la gamma baixa amb el llançament de l'Amiga 500+. L'últim Amiga a usar-lo va ser l'Amiga 600. Va ser substituït pel chipset AGA ( Advanced Graphics Architecture ).
La llista completa dels models d'ordinadors Amiga que el van incorporar és:
- Amiga 3000
- Amiga 3000T
- Amiga 3000UX
- Amiga 2000 rev. C
- Amiga 1500
- Amiga 500+
- Amiga 600

El ECS consisteix en 3 components: Super Agnus, Super Denise i Paula. Super Agnus i Super Denise són millores sobre els originals xips Agnus i Denise.

## Super Agnus
El nom Agnus ve de l'anglès  a  ddress  g  enerator (generador d'adreces). És el xip responsable de controlar la xip RAM. A més processa els diferents senyals de sincronització de vídeo i conté els dos coprocessadors gràfics blitter i Copper. En comparació amb l'Agnus l'OCS duplica la capacitat de la Xip RAM a 2 MB.

## Super Denise
El nom prové de  D  isplay  i  ncoder, i és el xip encarregat de manejar les resolucions. En comparació amb el Denise de l'OCS, manté el mateix nombre de colors (4096) però a més aporta:
- Productivity Mode  de 640 x 480 píxels i 4 colors
- SuperHires de 1280 × 200 o 1280 × 256 píxels i 4 colors
- Possibilitat que el blitter copiï regions més grans de 1024 × 1024 en una sola operació.
- Mostra sprites a la vora, fora de la zona de plans de bits

## Paula
El nom prové de  P  eripheral and  au  dio. No pateix canvis respecte de l'OCS. Aquest xip s'encarrega de:
- Lectura i escriptura dels disquet s
- Maneig del so
- Suport de monitor VGA
- Conversió analògica/digital.

## Suport i problemes de compatibilitat
El suport de l'ECS comença amb el sistema operatiu AmigaOS 2.0. Les noves prestacions són principalment aprofitades pel soft de productivitat, més que pels jocs. Les prestacions del Kickstart 2 són utilitzades ocasionalment pels jocs posteriors, i com les dues tecnologies se solapen àmpliament, alguns usuaris sobreestimar el paper del chipset ECS.
A causa dels canvis alguns jocs no funcionen ja correctament. Si se li suma el que no es notifica als programadors les noves prestacions i canvis amb suficient antelació, la producció de soft adaptat al nou chipset és escassa.